# Silver Cliff (Colorado)
Ne doit pas être confondu avec Silver Cliff (Wisconsin).
Silver Cliff est une ville américaine située dans le comté de Custer dans le Colorado.
La ville devient une municipalité en 1879. Elle doit son nom aux gisements d'argent (silver) découvert dans ses falaises (cliffs).

## Démographie
Selon le recensement de 2010, Silver Cliff compte 587 habitants. La municipalité s'étend sur 15,47 milles carrés (40,07 km2).
| 1880  | 1890 | 1900 | 1910 | 1920 | 1930 |
| ----- | ---- | ---- | ---- | ---- | ---- |
| 5 040 | 546  | 576  | 250  | 241  | 201  |

| 1940 | 1950 | 1960 | 1970 | 1980 | 1990 |
| ---- | ---- | ---- | ---- | ---- | ---- |
| 309  | 217  | 153  | 126  | 280  | 322  |

| 2000 | 2010 | - | - | - | - |
| ---- | ---- | - | - | - | - |
| 512  | 587  | - | - | - | - |